# Франсес Перкинс
Франсес Перкинс (рођена Фани Корелија Перкинс; 10. април 1880, Бостон, Масачусетс – 14. мај 1965, Њујорк) била је америчка заговорница радничких права која је радила као четврти секретар за рад Сједињених Држава од 1933. до 1945. године, најдуже на том положају. Чланица Демократске странке, Перкинс је била прва жена која је икада служила у председничком кабинету. Као лојални присталица свог дугогодишњег пријатеља, председника Френклина Д. Рузвелта, помогла је да питања рада буду важна у новој коалицији Њу дил. Била је један од два члана Рузвелтовог кабинета који су остали на функцији током целог његовог председничког мандата (други је био секретар унутрашњих послова Харолд Л. Икес).
Њена најважнија улога била је у развоју политике социјалне сигурности 1935. године. Такође је помогла у формирању владине политике за рад са синдикатима, иако јој многи синдикални лидери нису веровали. Њено одељење за рад помогло је у посредовању у штрајковима преко Службе за помирење Сједињених Држава. Перкинс се бавила бројним питањима рада током Другог светског рата, када је квалификована радна снага била од виталног значаја за привреду, а жене су прелазиле на послове које су раније обављали мушкарци.

## Младост
Фани Корелија Перкинс је рођена у Бостону, у  Масачусетсу, у породици Сузан Еле Перкинс (рођена Бин; 1849–1927) и Фредерика Вилијама Перкинса (1844–1916), власника канцеларијског предузећа (оба њена родитеља су пореклом из Мејна). Фани Перкинс је имала једну сестру, Етел Перкинс Харингтон (1884–1965). Породица је можда водила своје корене до колонијалне Америке, а жене су имале традицију рада у области образовања. Већи део детињства провела је у Вустеру у Масачусетсу. Фредерик је волео грчку књижевност и ту љубав је пренео на Фани.
Перкинсова је похађала класичну средњу школу у Вустеру. Дипломирала је хемију и физику на колеџу Маунт Холиок 1902. Док је похађала колеџ Маунт Холиок, Перкинсова је открила прогресивну политику и покрет за право гласа. Именована је за председницу разреда. Један од њених професора била је Ана Меј Соул, која је препоручила студентима да обиђу фабрику да би проучавали услове рада; Перкинсова се сећала важног утицаја ове посете.

## Рана каријера и касније образовање
Након колеџа, Перкинс је била на разним наставничким позицијама, укључујући предавање хемије од 1904. до 1906. у школи Фери Хол (сада Лејк Форест академија), школи за девојке у Лејк Форесту, у Илиноису. У Чикагу је волонтирала у раду са сиромашнима, укључујући Хал Хаус, где је радила са Џејн Адамс. Променила је име из Фани у Франсес када се придружила Епископској цркви 1905. Године 1907. преселила се у Филаделфију и уписала Вортон школу Универзитета Пенсилваније да би изучила економију и провела је две године у граду радећи као социјални радник. Убрзо након тога, преселила се у Гринич Вилиџ у Њујорку, где је похађала Универзитет Колумбија и постала активна у покрету за право гласа. У знак подршке покрету, Перкинс је присуствовала протестима и састанцима, и залагала се за ту ствар на ћошковима улица. Магистрирала је економију и социологију на Колумбији 1910.
1910. године Перкинс је стекла углед у целој држави као шеф њујоршке канцеларије Националне лиге потрошача и енергично лобирала за боље радно време и услове. Такође је предавала као професор социологије на Аделфи колеџу. Следеће године била је сведок трагичног пожара у фабрици "Троугао" (Triangle Shirtwaist Factory), кључног догађаја у њеном животу. Фабрика је запошљавала стотине радника, углавном младих жена, али су недостајале противпожарне степенице. Када се зграда запалила, многи радници су безуспешно покушали да побегну кроз прозоре. Само годину дана раније, ове исте жене и девојке су се бориле за 54-часовну радну недељу и друге бенефиције које је Перкинс заговарала. Погинуло је сто четрдесет и шест радника. Перкинс је за губитак окривила слабо законодавство.
Као последица овог пожара, Перкинс је напустила положај у њујоршкој канцеларији Националне лиге потрошача и, на препоруку Теодора Рузвелта, постала извршни секретар Комитета за безбедност града Њујорка, формираног ради побољшања сигурности против пожара. Као део Комитета за безбедност, Перкинс је истраживала још један значајан пожар у фабрици Фриман у Бингамтону у Њујорку, у којем су погинуле 63 особе. 1912. године она је била кључна у томе да њујоршко законодавство усвоји „54-часовни“ закон који је ограничавао број радних сати за жене и децу. Перкинс је тражила да се гласа за закон, охрабрујући предлагаче, укључујући Френклина Д. Рузвелта.

## Брак и лични живот
1913. године Перкинс се удала за њујоршког економисту Пола Колдвела Вилсона. Задржала је девојачко презиме јер није желела да њене активности у Албанију и Њујорку утичу на каријеру њеног супруга, тада секретара градоначелника Њујорка. Своје право да задржи девојачко презиме бранила је на суду. Пар је имао ћерку Сузану рођену у децембру 1916. Мање од две године касније, Вилсон је почео да показује знаке менталне болести. Често је био институционализован због менталне болести током остатка њиховог брака. Перкинсова је мало смањила свој јавни живот након рођења ћерке, али се вратила након појаве мужевљеве болести да би издржавала своју породицу. Према биографкињи Кирстин Дауни, Сузана је такође показивала "манично-депресивне симптоме". Перкинс је делила дом у Џорџтауну са старом пријатељицом Мери Хариман Рамзи, која је основала Јуниорску лигу 1901, све до Мерине смрти 1934. Касније је Перкинс делила дом са Керолајн О'Деј, демократском конгресменком из Њујорка.

## Повратак на посао у Њујорк
Пре него што се преселила у Вашингтон, Перкинс је обављала различите функције у влади државе Њујорк. Стекла је поштовање од политичких лидера у држави. Гувернер Ал Смит ју је 1919. године додао у Индустријску комисију државе Њујорк. Њена номинација је наишла на протесте и произвођача и радника, који нису сматрали да Перкинс представља њихове интересе. Смит је стао уз Перкинсову као некога ко би могао да буде глас за жене и девојке у радној снази и за њен рад у истражном одбору фабрике Вагнер. Избор Перкинсове је потврђен 18. фебруара 1919. године, када је постала једна од првих жена комесара у Њујорку, и почела је да ради у Њујорку. Став који је потврдио државни Сенат учинио је Перкинсову једним од три комесара који надгледају индустријски кодекс, и супервизором бироа за информације и статистику и бироа за посредовање и арбитражу. Ова позиција је имала плату од 8.000 долара (еквивалентно 145,000 долара године 2024.), чиме је Перкинсова постала најплаћенија жена у влади државе Њујорк. Шест месеци након обављања њеног посла, њен колега комесар Џејмс М. Линч назвао је њен допринос „непроцењивим“ и додао „ради посла који је госпођица Перкинс обавила, уверен сам да би више жена требало да буде постављено на високе положаје широм одељења државе".
1929. године, новоизабрани гувернер Њујорка, Френклин Рузвелт, именовао је Перкинсову за инаугурационог комесара за индустрију државе Њујорк. Као комесар, Перкинс је надгледала агенцију са 1.800 запослених.
Пошто је заслужила сарадњу и поштовање различитих политичких фракција, Перкинс је помогла да се Њујорк стави у први ред прогресивних реформи. Проширила је фабричка истраживања, смањила радну недељу за жене на 48 сати и заговарала законе о минималној плати и осигурању за случај незапослености. Она је енергично радила на томе да се стане на крај дечјем раду и да се обезбеди безбедност за раднице.

## Кабинетска каријера
Године 1933. Рузвелт је позвао Перкинсову да је замоли да се придружи његовом кабинету. Перкинс је Рузвелту представила дугу листу програма рада за које ће се борити, од социјалног осигурања до минималне плате. „Ништа слично овоме никада раније није урађено у Сједињеним Државама“, рекла је она Рузвелту. "Знате то, зар не?"  Сложивши се да је подржи, Рузвелт је номиновао Перкинс за секретара за рад. Номинација је наишла на подршку Националне лиге жена гласача и Женске странке. Америчка федерација рада критиковала је избор Перкинсове због уоченог недостатка веза са радом.
Као секретар, Перкинс је надгледала Министарство рада. Перкинс је остала на тој позицији 12 година, дуже од било ког другог секретара за рад. Она је такође постала прва жена која је била на позицији у кабинету у Сједињеним Државама, чиме је постала прва жена која је ушла у председничку линију наследства. О избору жене у владу се причало у четири претходне администрације, а Рузвелт је био први који је то урадио. Рузвелт је био сведок њеног рада из прве руке током њиховог боравка у Албанију. Уз неколико изузетака, председник Рузвелт је доследно подржавао циљеве и програме секретарке Перкинс.
Као секретар за рад, Перкинс је играла улогу у Њу дил-у помажући у писању закона. Као председавајућа Председничког комитета за економску безбедност, била је укључена у све аспекте његових саветодавних извештаја. Њен најважнији допринос је био да помогне у дизајнирању Закона о социјалном осигурању  1935.
Као секретар за рад, Перкинс је створила Службу за имиграцију и натурализацију. Настојала је да примени либералну имиграциону политику, али су неки од њених напора доживели одбијање, посебно у Конгресу.
Као секретар за рад у Рузвелтовој администрацији, Франсес Перкинс је отишла у Женеву између 11. и 18. јуна 1938. године. Она је 13. јуна одржала говор у Међународној организацији рада у којем је позвала ту организацију да да свој допринос опоравку светске привреде, избегавајући да буде увучена у политичке проблеме. Такође је бранила учешће Сједињених Држава у Међународној организацији рада, којој су се придружиле 1934.
Године 1939. нашла се на удару неких чланова Конгреса јер је одбила да депортује комунистичког шефа Међународне уније западне обале и складишта, Харија Бриџиса. На крају, Бриџиса је ослободио Врховни суд.
Са смрћу председника Рузвелта, Хари Труман је заменио Рузвелтов кабинет, именујући Луиса Б. Швеленбаха за секретара за рад. Мандат Перкинсове као секретара престао је 30. јуна 1945. полагањем заклетве Швеленбаха.

## Каснији живот
Након њеног мандата као секретара за рад, 1945. године, Перкинс је замољена од стране председника Трумана да служи у Комисији за државну службу Сједињених Држава што је она прихватила. На свом месту комесара, Перкинс се изјаснила против владиних званичника који захтевају да секретарице и стенографи буду физички привлачни, окривљујући праксу за недостатак секретара и стенографа у влади. Перкинсова је напустила Комисију за државну службу 1952. када је њен муж умро. Током овог периода, она је такође објавила мемоаре о проведеном времену у Рузвелтовој администрацији под насловом „Рузвелт којег сам познавала“ (1946.), који су обухватили њену личну историју са Френклином Рузвелтом, почевши од њиховог састанка 1910.
Након своје каријере у државној служби, Перкинс је остала активна и вратила се на образовне позиције на колеџима и универзитетима. Била је наставник и предавач на Државној школи за индустријске и радне односе у Њујорку на Универзитету Корнел до своје смрти 1965. године, у 85. години. Одржала је и гостујућа предавања на другим универзитетима, укључујући две серије од 15 предавања на Институту за рад и индустријске односе Универзитета Илиноис 1955. и 1958.
У Корнелу је живела у кући Телурид где је била једна од првих жена која је постала чланица те реномиране интелектуалне заједнице. Кирстин Дауни, ауторка књиге Жена иза Њу дила: Живот Франсес Перкинс, секретара за рад ФДР-а и његове моралне савести, назвала је своје време у Телурид кућу „вероватно најсрећнијом фазом њеног живота“.
Перкинс је сахрањена на гробљу Глиден у Њукаслу, у Мејну.

## Наслеђе
Председник Џими Картер преименовао је седиште Министарства рада у Вашингтону узграду Франсес Перкинс 1980. Исте године Перкинс је награђена поштанском марком. Њен дом у Вашингтону од 1937. до 1940. године, и њена породична кућа у Мејну су обе означене националним историјским знаменитостима.
Центар Франсес Перкинс је непрофитна организација са седиштем у Њукаслу, у Мејну. Центар се налази у кући Франсес Перкинс у Њукаслу, у држави Мејн, која је 2014. године проглашена националним историјским обележјем.
Перкинс је и даље истакнута ученица колеџа Маунт Холиок, чији програм Франсес Перкинс дозвољава „женама нетрадиционалног узраста“ (тј. старости 24 или више) да заврше диплому уметности. Има око 140 стипендиста сваке године.

### Поштовање
Године 2022, Франсес Перкинс је званично додата у литургијски календар Епископске цркве са празником 13. маја.

### Примарни извори
- Perkins, Frances (1947). The Roosevelt I Knew. Viking Press..